# Cecha semantyczna
Cecha semantyczna, inaczej sem – najmniejsza, nierozkładalna część znaczenia.
W węższym rozumieniu termin ten odnosi się do tak zwanej kryterialnej cechy semantycznej – cechy wspólnej wszystkim desygnatom danej nazwy. Przykładowo kryterialne cechy semantyczne znaczenia polskiego wyrazu stół obejmują m.in. takie właściwości jak „posiadanie poziomego blatu i nóg”. Stwierdziwszy u jakiegoś obiektu istnienie powyższych cech, jesteśmy w stanie zaklasyfikować ten obiekt jako desygnat nazwy stół (zaliczyć go do obiektów określanych tą nazwą – danej kategorii semantycznej). Identyfikacja danego obiektu jako stołu nie następuje na podstawie wszystkich dostrzegalnych cech tego obiektu, ponieważ stoły nie są jednakowe w każdym dostrzegalnym detalu. Wynika z tego, że aby wyróżnić zbiór obiektów, do których odnosi się znaczenie nazwy stół, użytkownik języka wybiera tylko niektóre cechy, wspólne wszystkim obiektom tego zbioru – są to właśnie cechy semantyczne znaczenia nazwy stół. Do cech semantycznych znaczenia tego wyrazu nie zalicza się więc na przykład określony kolor.
W szerszym rozumieniu termin ten odnosi się także do tzw. konotacyjnych cech semantycznych, a więc cech łączonych stereotypowo lub na podstawie doświadczenia kulturowego z daną klasą obiektów lub pojęć. Przykładowo do konotacyjnych cech semantycznych znaczenia wyrazu stół należy fakt, że jest to mebel, przy którym je się posiłki. Nie jest to cecha kryterialna, ponieważ użytkownik języka jest w stanie określić dany obiekt jako stół, nawet jeśli w danej chwili nie je się przy nim posiłku. Dostęp do tej kulturowej informacji (wiedzę o tej cesze semantycznej obiektu) otrzymujemy, dopiero gdy dany obiekt zostanie na podstawie cech kryterialnych zaliczony do zbioru desygnatów nazwy stół (zob. kategoria semantyczna).
Zestawienie wszystkich cech semantycznych znaczenia danego znaku językowego tworzy jego definicję kognitywną.
Należy jednak pamiętać, że znaczenie nie zawsze musi być związane ze znakiem językowym. Czasem występuje tylko jako semem – wiązka cech semantycznych w oderwaniu od reprezentacji językowej – zob. uwagi w haśle znaczenie.